# 太歳星君
太歳星君（たいさいせいくん）は、中国の民間信仰や日本の陰陽道で祀られる歳星（＝木星）の精としての神。太歳、太歳元帥、太歳神とも。
祟り神でもあり、中国の天文官達は太歳星君のもたらす災いをさけるため、とりわけその年の太歳の方位に注意したという。
太歳を恐れる信仰は長く、古くは後漢の王充が『論衡』で取り上げている。太歳は天上の木星と呼応して土中を動く肉の塊として考えられ、住居を建設するときは決してこれを犯してはならないとされた。『太平広記』には、太歳の祟りを信じず地下から掘り起こしたために一族滅亡となった家の説話が記されている。
この太歳信仰を人格化したのが太歳星君であり、首に多くの髑髏を下げ、金鐘を手にした三面六臂の姿で語られることが多い。またその名は『道法会元』や『三教捜神大全』他、多くの文学資料で殷郊または殷交（殷元帥）だとされている。
『三教捜神大全』には太歳殷元帥の項があり、それによると殷の紂王の子で、母親の姜皇后が巨人の足跡を踏んだことで孕み、産み落とした肉球を切り裂いたところ誕生したという。後に周の武王が紂王を討つのを援けたため、玉帝によって太歳神の位に封じられた。
同様の説話は元代の歴史小説『武王伐紂平話』にも登場する。また明の神怪小説『封神演義』では、易姓革命の際に殷に加勢し周に討たれた殷郊が姜子牙（太公望）によって太歳に封じられたとされている。
民間においても太歳星君は凶神の代表格とされ、その意味でももっとも恐れられた神格である。

## 諺
- 太歳頭上動土 - 身の程知らずの行為をすること